# (9337) 1991 FO1
A (9337) 1991 FO1 a Naprendszer kisbolygóövében található aszteroida. Henri Debehogne fedezte fel 1991. március 17-én.